# Championnat du Nicaragua de football 1984
Navigation
Saison précédente Saison suivante
La Primera División 1984 est la quarante-et-unième édition de la première division nicaraguayenne.
Lors de ce tournoi, le Diriangén FC a tenté de conserver son titre de champion du Nicaragua face aux meilleurs clubs nicaraguayens.
Les clubs nicaraguayens sont interdits de participation à la Coupe des champions de la CONCACAF durant la période sandiniste dans le pays.

## Bilan du tournoi
| Tableau d'Honneur |                  |
| Compétition       | Vainqueur        |
| Primera División  | Deportivo Masaya |
| Copa de Nicaragua | FC San Marcos    |

| Promotions et relégations   |                 |
| Relégué en Segunda División | Inconnu         |
| Promu de Segunda División   | América Managua |